# 座間総合病院
座間総合病院（ざまそうごうびょういん）は、神奈川県座間市にある医療機関。2016年4月1日に開設された、社会医療法人ジャパンメディカルアライアンスが運営する一般急性期病院である。病棟は、一般急性期病棟、回復期リハビリテーション病棟、地域包括ケア病棟、療養病棟を有す。診療の特徴は「総合診療科を中心とした救急医療」、「実績豊富な人工関節・リウマチセンター」、「充実した専門職と設備によるリハビリテーション」である。

## 診療科目
- 総合診療科
- 一般内科
- 糖尿病内科
- 循環器内科
- 神経内科
- 漢方内科
- 小児科
- 外科
- 整形外科
- リウマチ科
- リハビリテーション科
- 脳神経外科
- 形成外科
- 皮膚科
- 泌尿器科
- 眼科
- 耳鼻咽喉科
- 婦人科
- 麻酔科
- 放射線科

センター
- 人工関節・リウマチセンター

## 医療機関の指定等
- 保険医療機関
- 労災保険指定医療機関
- 生活保護指定医療機関
- 結核指定医療機関
- 難病指定医療機関
- 神奈川県特定疾患医療給付委託医療機関
- 指定自立支援医療機関（更生医療・整形外科に関する医療）
- 指定自立支援医療機関（精神通院医療）
- 居宅療養管理指導事業所
- 介護予防居宅療養管理指導事業所
- 神奈川県指定小児慢性特定疾患指定医療機関
- 救急告示病院

## 交通アクセス
- 小田急小田原線 相武台前駅より徒歩15分
- 専用シャトルバスが座間市役所・相武台前駅・座間総合病院を巡回

## 関連施設
- 海老名総合病院